# أنطوان هاريس
أنطوان هاريس (بالإنجليزية: Antoine Harris)‏ هو لاعب كرة قدم أمريكية أمريكي، ولد في 8 أبريل 1982 في كولومبوس في الولايات المتحدة.

## وصلات خارجية
- أنطوان هاريس على موقع مرجع كرة القدم المحترفة.كوم (الإنجليزية)